# Костенко, Павел Иванович (политик)
Павел Иванович Костенко (укр. Павло Іванович Костенко; род. 10 февраля 1966, г. Ашхабад, Туркменская ССР, СССР) — украинский политический деятель. Бывший Народный депутат Украины. Член партии Всеукраинское объединение «Батькивщина». Вице-президент Федерации тенниса Украины.

## Образование
Закончил Киевский государственный педагогический университет им. Драгоманова (КГПИ им. Горького). Кандидат экономических наук.

## Карьера
С 1993 года работает на руководящих должностях в сахарном бизнесе. С 1999 года — генеральный директор ООО «Украинская продовольственная компания». 2004–2006 гг. — председатель совета директоров ООО «Украинская продовольственная компания».
Был депутатом Черкасского областного совета (председатель комитета по вопросам АПК, землепользования и социального развития села).
25 мая 2006 — 12 июня 2007 — народный депутат Украины V созыва от Блока Юлии Тимошенко, № 72 в списке. Член Комитета Верховной Рады по вопросам бюджета.
23 ноября 2007 — 12 декабря 2012 — народный депутат Украины VI созыва от партии Блока Юлии Тимошенко, № 72 в списке. Председатель Комитета Верховной Рады по вопросам семьи, молодежной политики, спорта и туризма.
Почётный президент (на общественных началах) ООО «Украинская продовольственная компания».

## Награды
- Орден «За заслуги» III степени (5 июля 2012 года)[1]

Имеет звание «Заслуженный работник сельского хозяйства Украины».